# No Chris Left Behind
No Chris Left Behind (Ningún Chris atrás en España y Hasta el último Chris en Hispanoamérica) es el decimosexto episodio de la quinta temporada de la serie Padre de familia emitido el 6 de mayo de 2007 a través de FOX.
El episodio está escrito por Patrick Meighan y dirigido por Pete Michels y recibió buenas críticas respecto al argumento y a las referencias culturales aparte de obtener un Emmy al Mejor Programa de Animación. Según la cuota de pantalla Nielsen, el capítulo fue visto por 7,95 millones de televidentes.
La trama está ligeramente inspirada en la ley educativa aprobada durante la administración Bush: No Child Left Behind Act. Debido a los recortes en educación, el director del instituto James Woods expulsa a Chris al ser considerado el "alumno más tonto" para así poder mantener la financiación por parte del Gobierno, por lo que Peter y Lois tratan de buscar un nuevo instituto para su hijo.

## Argumento
Lois obliga a su familia a ir con ella al ballet a ver El lago de los cisnes a pesar del poco interés de su marido e hijos. Al día siguiente, Chris tenía examen de historia y no pudo estudiar por culpa de su madre, en consecuencia, Chris se pone a estudiar en la mesa mientras desayunan, cosa que a Lois no le hace gracia, pronto, Brian descubre que el libro que lee está desactualizado con fecha de 1896. Indignada, Lois acude al mitin del APA a quejarse. El director Shepherd le explica que tras la aprobación de la reciente ley educativa, la escuela no puede comprar material nuevo debido a los recortes presupuestarios a causa del Acta culpando las notas bajas de los alumnos. Como solución a las quejas de Lois, la Junta escolar decide expulsar al alumno más tonto que resulta ser Chris (considerado el más tonto porque no se había dado cuenta de que el título lo tiene él).
En casa, Chris no parece darle importancia al asunto, algo que no comparten sus padres, quienes intentan matricularle en otro instituto, pero sus intentos acaban siendo vanos, mientras conversan sobre el futuro de su hijo, Lois piensa en una posible solución. Al no encontrar un sitio idóneo para Chris, la mujer acude a su padre para pedirle que use sus influencias para meter a Chris en la Academia Morningwood en el que él estuvo de joven, a lo que accede a ayudarla con una condición, que su marido ruede una película idéntica a la de Liar Liar para su entretenimiento. Finalmente llegan a la academia donde Chris empieza su primer día, allí se queda maravillado por los lujos del centro, pero también comienza a sufrir los abusos de sus compañeros por tratarse de un "niño pobre". Después de explicarle a su madre, el martirio que le hacen pasar, Lois llama a su padre y le pide que ayude a su nieto a relacionarse con los demás, para ello, Carter le lleva a un sitio secreto propiedad de una asociación secreta llamada Skull & Bones, Chris acepta sin dudarlo, para empezar, su abuelo le enseña a portarse cómo un snob para así encajar con los de la Clase alta
Por otro lado, Lois se queda alarmada al llegarle la factura del colegio, deben pagar 200.000 dólares anuales. Peter sugiere a su mujer e hijos buscar trabajos extras que les permita pagar la matrícula de su hijo; Peter consigue trabajo en el estadio vendiendo rascadores, Stewie se dedica a perseguir gordos mientras toca con una tuba, The Air Is Getting Slippery, y Lois y Meg se ven obligadas a prostituirse (sin embargo, Lois tiene mucho más éxito con los clientes que su hija).
Chris empieza a sentirse incómodo ante las enseñanzas de Carter, las cuales incluye el engañar a un huérfano pretendiendo adoptarle para luego dejarle tirado, finalmente, Chris empieza a encajar con los demás y a tener contactos gracias a su abuelo, pero su felicidad le dura poco cuando descubre que su familia se ha visto obligada a realizar trabajos extras al no disponer de recursos económicos. Sintiéndose mal, le dice a su abuelo que no quiere pertenecer a la élite de la sociedad si para ello sus padres deben realizar trabajos indignos (como el caso de Peter y Lois) y le pide que use sus influencias para que le readmitan en el Instituto. Carter comprende los sentimientos de su nieto y se conmueve por el cariño que dirige a sus progenitores y consigue convencer a la Junta de que le readmitan. De vuelta a casa, su familia se alegra de que haya vuelto, por otro lado, Stewie sigue trabajando mientras sigue a su hermano con la tuba mientras toca The Air is Getting Slippery.

## Producción

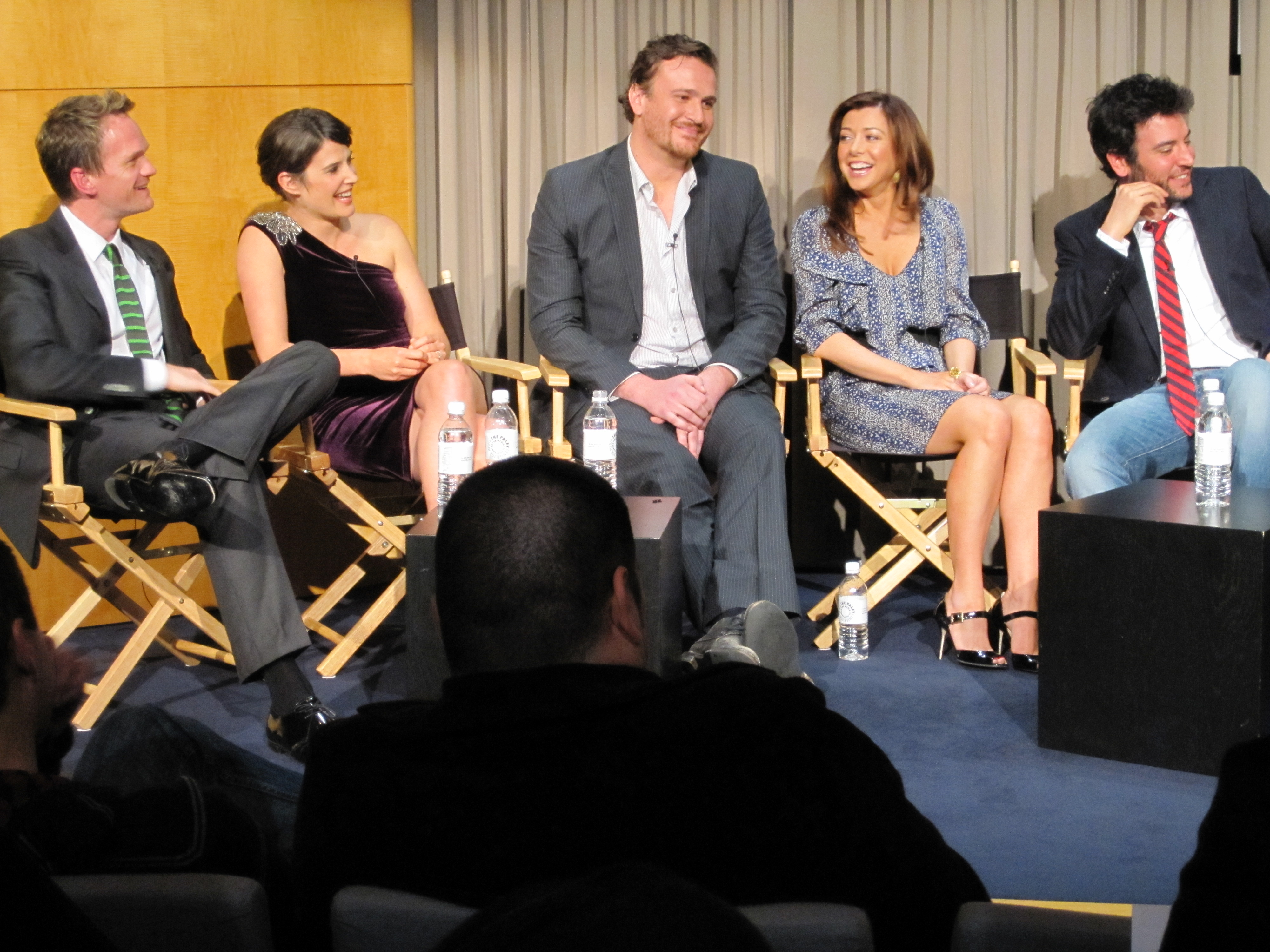
Reparto artístico de How I Met Your Mother. Al extremo izquierda y derecha de la imagen: Neil Patrick Harris y Josh Radnor

El episodio fue escrito por Patrick Meighan siendo su segundo guion en la serie desde Road to Rupert, y dirigido por Pete Michaels, también el segundo desde Chick Cancer.
En comparación con la versión televisada respecto a la edición DVD, hubo varios cambios en las escenas, un ejemplo: la secuencia en la que discuten sobre lo desfasados que están los libros de historia del instituto, en la FOX el libro databa de 1896 y mencionaba el ingreso de Utah dentro de Estados Unidos además de mencionar el [entonces] "nuevo" Estado de Israel de 1948 mientras que en el DVD el material era de 1948 en el que se incluía (además de la anterior fundación de Israel) el temario "Negros: los pioneros estadounidenses del rap" además de incluir una escena no emitida debido a políticas de la cadena en la que aparecía un flashback en el que Chris despedía a Rocky Balboa por golpear la ternera mientras trabajaba en una carnicería.
Aparte del reparto habitual, aparecen como artistas invitados los actores Neil Patrick Harris y Josh Radnor.

## Referencias culturales

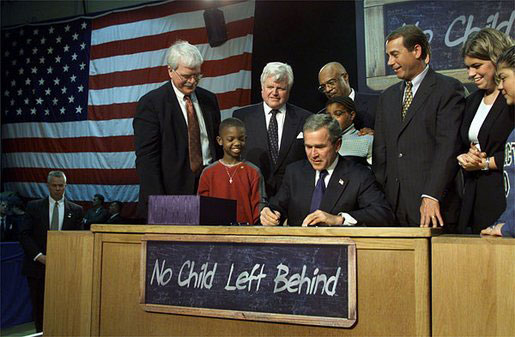
El Presidente George W. Bush firmando el acta No Child Left Behind Act en 2002.